# Hans Arnold (Mediziner)
Hans Arnold, auch Hans-Richard Arnold, (* 12. April 1938 in Nordhausen) ist ein deutscher Neurochirurg.

## Leben
Arnold ging nach dem Abitur in Ostberlin und dem Medizinstudium (Promotion 1967 an der Medizinischen Akademie Erfurt) 1973 nach Westdeutschland und war am Universitätsklinikum Eppendorf tätig. 1982 habilitierte er sich. In den 1980er Jahren wurde er 1986 Professor am Universitätsklinikum in Lübeck, wo er die neurochirurgische Universitätsklinik aufbaute und leitete. 1996 wurde er Ärztlicher Direktor des Universitätsklinikums Lübeck und von 1999 bis 2002 war er Rektor der Universität zu Lübeck.
Er veröffentlichte unter anderem über intrakranielle Tumore, Hirntod, Hydrocephalus und Aneurysmen.
2014 erhielt er das Bundesverdienstkreuz am Bande. Dazu trug auch die gemeinnützige Arbeit des Fördervereins Lübecker Kinder und der von ihm mit initiierten Frühen Hilfen zur Sprachförderung von Kindern insbesondere aus Migrantenfamilien und unterstützungsbedürftigen Familien an sozialen Brennpunkten bei. Im selben Jahr wurde er mit der Denkmünze der Gesellschaft zur Beförderung gemeinnütziger Tätigkeit geehrt.
Er ist Mitherausgeber des Buchs Neurochirurgie in Deutschland (Blackwell 2001) über die Geschichte der deutschen Neurochirurgie.
2006 erhielt er die Wilhelm-Tönnis-Medaille.

## Werke
- Zur Frage geringer verdeckter Herdstörungen und interhemisphärischer Desynchronität im Elektroencephalogramm nach leichtem gedecktem Schädel-Hirntrauma. Erfurt, Med. Ak., Diss. v. 1. Juni 1967
- (Mitarbeit an) Jürgen Durst: Chirurgie: Compactlehrbuch; mit 57 Tabellen. Stuttgart; New York: Schattauer 1994, ISBN 978-3-7945-1480-9
- (Beitr. in): Jürgen Durst, Johannes W. Rohen (Hrsg.): Chirurgische Operationslehre: in einem Band; mit topographischer Anatomie; mit 66 Tabelle. 2., vollst. überarb. und erw. Aufl., Stuttgart; New York: Schattauer 1996, ISBN 978-3-7945-1679-7
- (Hrsg.) Neurochirurgie in Deutschland: Geschichte und Gegenwart: 50 Jahre Deutsche Gesellschaft für Neurochirurgie. Berlin; Wien [u. a.]: Blackwell 2001, ISBN 978-3-89412-482-3
- (Beitr. in): Dag Moskopp; Hansdetlef Wassmann (Hrsg.): Neurochirurgie: Handbuch für die Weiterbildung und interdisziplinäres Nachschlagewerk. Stuttgart; New York: Schattauer 2005, ISBN 978-3-7945-1991-0